# Bernard Occelli
Bernard Occelli, född 19 eller 20 maj 1961, var kartläsare åt rallyförarna Didier Auriol och Patrick Bernardini.